# Rolando Bianchi
Rolando Bianchi (Albano Sant'Alessandro, 15 de fevereiro de 1983) é um ex-futebolista italiano que atuava como atacante. 

## Carreira
Bianchi iniciaria sua carreira nas categorias de base da Atalanta quando tinha dez anos. Sua estreia na equipe principal aconteceria quando tinha dezessete. Teria poucas oportunidades durante suas quase quatro temporadas no clube, disputando apenas 23 partidas e marcando apenas um tento. Acabaria se transferindo no início de 2004 para o Cagliari, onde disputaria catorze partidas e anotando dois tentos no restante da temporada, conseguindo o acesso para a Serie A. Na seguinte, marcaria quatro vezes em 32 partidas.
Deixaria o clube após uma temporada e meia e segueria para a Reggina. Em sua primeira temporada, acabaria tendo a infelicidade de se lesionar antes mesmo de estrear oficialmente pelo clube, retornando apenas no final do campeonato, disputando apenas nove partidas, mas na segunda, se tornaria um dos principais atacantes do futebol italiano, tendo marcando vinte vezes em quarenta partidas.
Sua última temporada lhe renderia propostas de diversos clubes da Europa, tendo se transferido para o futebol inglês, quando acertou com o Manchester City[carece de fontes?] por treze milhões de euros, recebendo ainda a camisa número 10. Porém, permaneceria apenas até o início do ano seguinte, quando, após 27 partidas e seis tentos, retornaria por empréstimo para o futebol italiano, tendo como destino a Lazio.
Na Lazio, disputaria apenas cinco minutos de sua estreia, tendo sido expulso após receber dois cartões amarelos. Participaria ainda de mais dezesseis partidas até o término da temporada, marcando quatro vezes. Acabaria não permanecendo no clube, acertando com o Torino em definitivo. Em sua primeira temporada, seus dez gols em trinta partidas, não seriam o suficiente para evitar o rebaixamento do clube para a Serie B. Novamente disputando uma segunda divisão, Bianchi obteria seus melhores números na carreira, quando marcou 27 vezes em quarenta partidas.